# Európai Baloldal - Táncsics alapszervezet
A Táncsics alapszervezet a Európai Baloldal ifjúsági szervezete volt 2017 és 2019 között. 2019 április 29-én az alapszervezet megszűnt és a tagság átlépett a A BAL - Balpártba.

## Történet
Az Európai Baloldal Táncsics alapszervezete 2017-ben alakult azzal a célzattal, hogy új rendszerkritikus baloldali alternatívát kínáljon a magyar emberek számára. Az alapszervezetet a 4K!-Negyedik Köztársaság Párt és a Zöld Baloldal Párt volt tagjai alakították hogy megújítsák a magyar baloldalt. Egyaránt szemben állnak a liberális ellenzékkel (MSZP, DK, Momentum, stb.) és a Fidesszel.
Az alapszervezet alakulása óta több figyelemfelkeltő flashmobot és akciót szervezett. Ezek közé tartozik a 2018-as választás előtt történt demonstrációjuk amikor a 7. Kerületi Fidesz iroda előtt tiltakoztak Bajkai István korrupciós botrányai apropóján. A választást követően részt vettek a kormány ellenes tömegtüntetéseken.
Az Index és több hírportál is beszámolt erőszakmentes sétálgatós akciójukról a Gül Baba türbénél ahol Erdogán ellen tüntettek, illetve szembekerültek az alt-righthoz sorolható Identitás Generáció tagjaival.
2018. október 28-án egyedüliként emlékeztek meg a lánchídi csata és az őszirózsás forradalom 100. évfordulójáról.
Az alapszervezet részt vesz a rabszolgatörvény elleni tüntetéssorozatban. Továbbá eltávolodnak a fősodratú ellenzéki pártoktól. Egy zászlójukat neonáci fiatalok rabolták el a a december 13-i tüntetés során.
Nemzetközi szinten szoros kapcsolatban állnak SZIRIZA, a Die Linke és az Ausztriai Kommunista Párt ifjúsági szervezeteivel. Szolidárisak Venezuelával, Kubával és támogatják a kurdok függetlenségi harcát Törökországban, és Rojavában.
Magyarországon együttműködnek az Autonómia Csoporttal és több újbaloldali szervezettel.
A Vajnai Attila a párt elnöke 2019 áprilisban a tagság háta mögött alkut kötött az MSZP-al, hogy az Európai Baloldal az ő jelöltjeiket, elsősorban Szanyi Tibort támogatják a 2019-es európai parlamenti választáson. Ezenkívül a párt esztergomi szervezete beállt a helyi ellenzéki nagykoalícióba, amiben a Jobbik is jelen volt. Ezek hatására az alapszervezet és a pártelnök között konfliktus alakult ki, aminek a végeredménye, hogy a Táncsics tagok kiléptek a az Európai Baloldalból és csatlakoztak a Balpárthoz. Mivel a tagság kilépett, ezért a Táncsics alapszervezet jogilag megszűnt.  